# Kamppi (métro d'Helsinki)
Kamppi (en finnois : Kamppi et en suédois : Kampen) est une station de métro du tronçon central commun aux lignes M1 et M2 du métro d'Helsinki. Elle est située dans le centre du quartier de Kamppi, dans la ville d'Helsinki en Finlande.

## Situation sur le réseau

Plan du métro.

Établie en souterrain, la station Kamppi est une station de passage de la section commune aux ligne M1 et M2 du métro d'Helsinki. Elle est située entre la station Ruoholahti,  en direction du terminus ouest M2 Tapiola ou en direction du  terminus ouest M1 Matinkylä, et la station Rautatientori, en direction, de Mellunmäki terminus de la branche nord M2, et Vuosaari terminus de la branche est M1.
Elle dispose d'un quai central encadré par les deux voies de la ligne.

## Histoire
La station Kamppi est mise en service le 1er mars 1983 par l'Établissement des transports de la ville d'Helsinki (HKL), lors de l'ouverture du tronçon de Rautatientori à Kamppi. Elle est conçue par les architectes Eero Hyvämäki, Jukka Karhunen et Risto Parkkinen. La station est construite avec une seconde plateforme établie perpendiculairement et sous la plateforme active en prévision de futures extensions.

## Services aux voyageurs

### Accès et accueil
Située au n°1 de la Kampinkuja, elle dispose de quatre accès (bouches et édicules). Des escaliers mécaniques et des ascenseurs, pour l'accessibilité des personnes à la mobilité réduite, permettent les liaisons entre les différents niveaux.

Installations
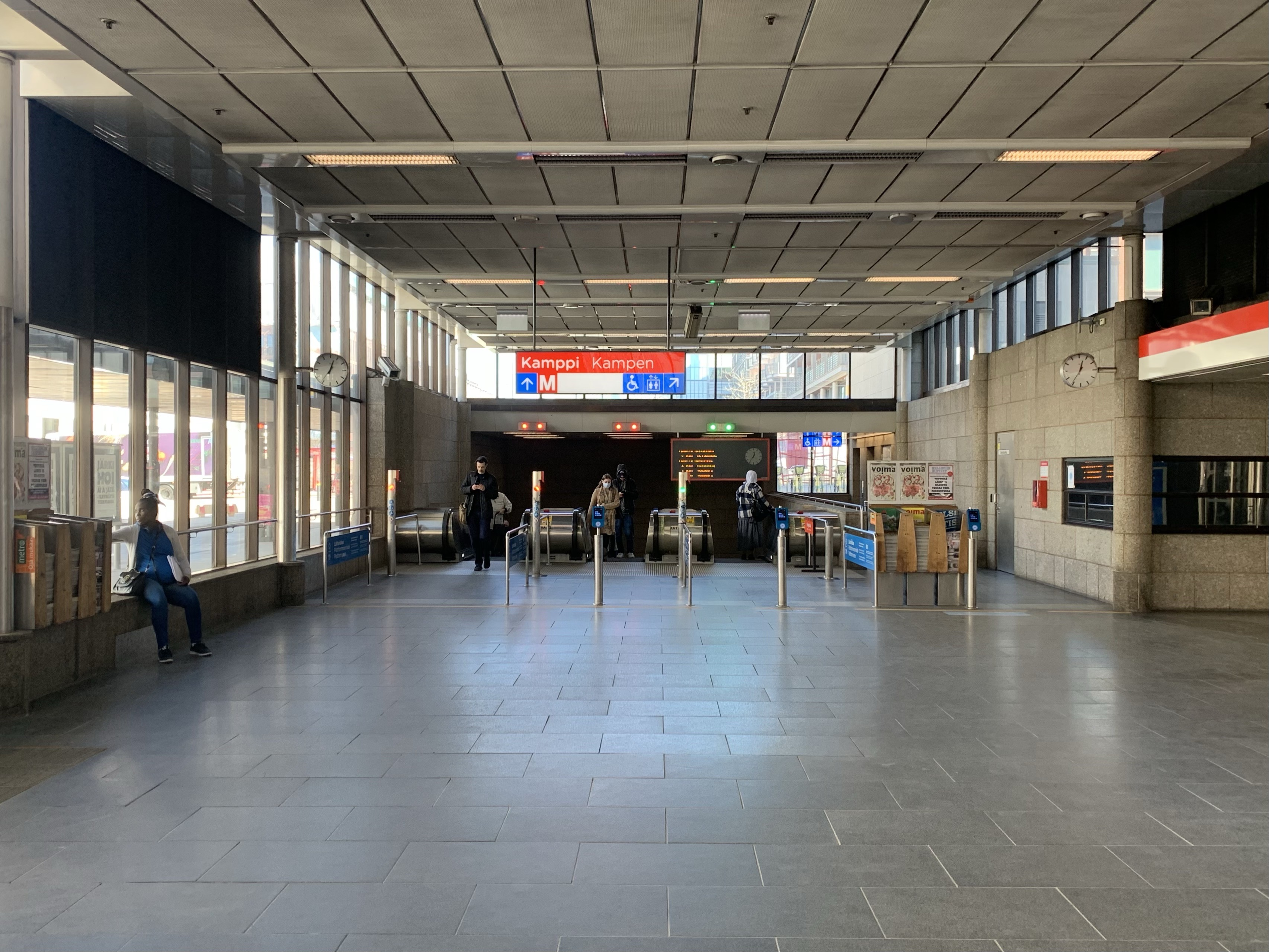
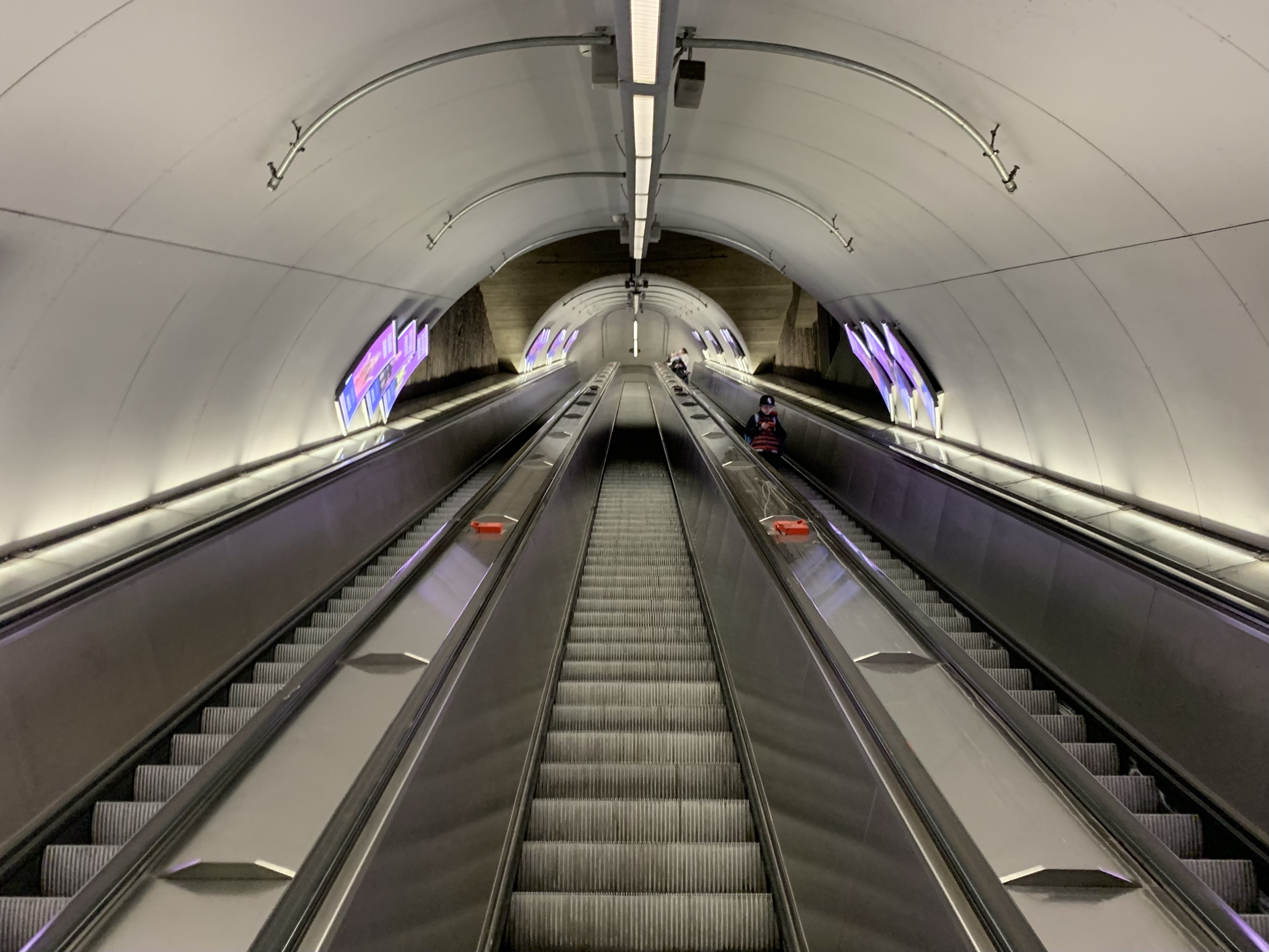
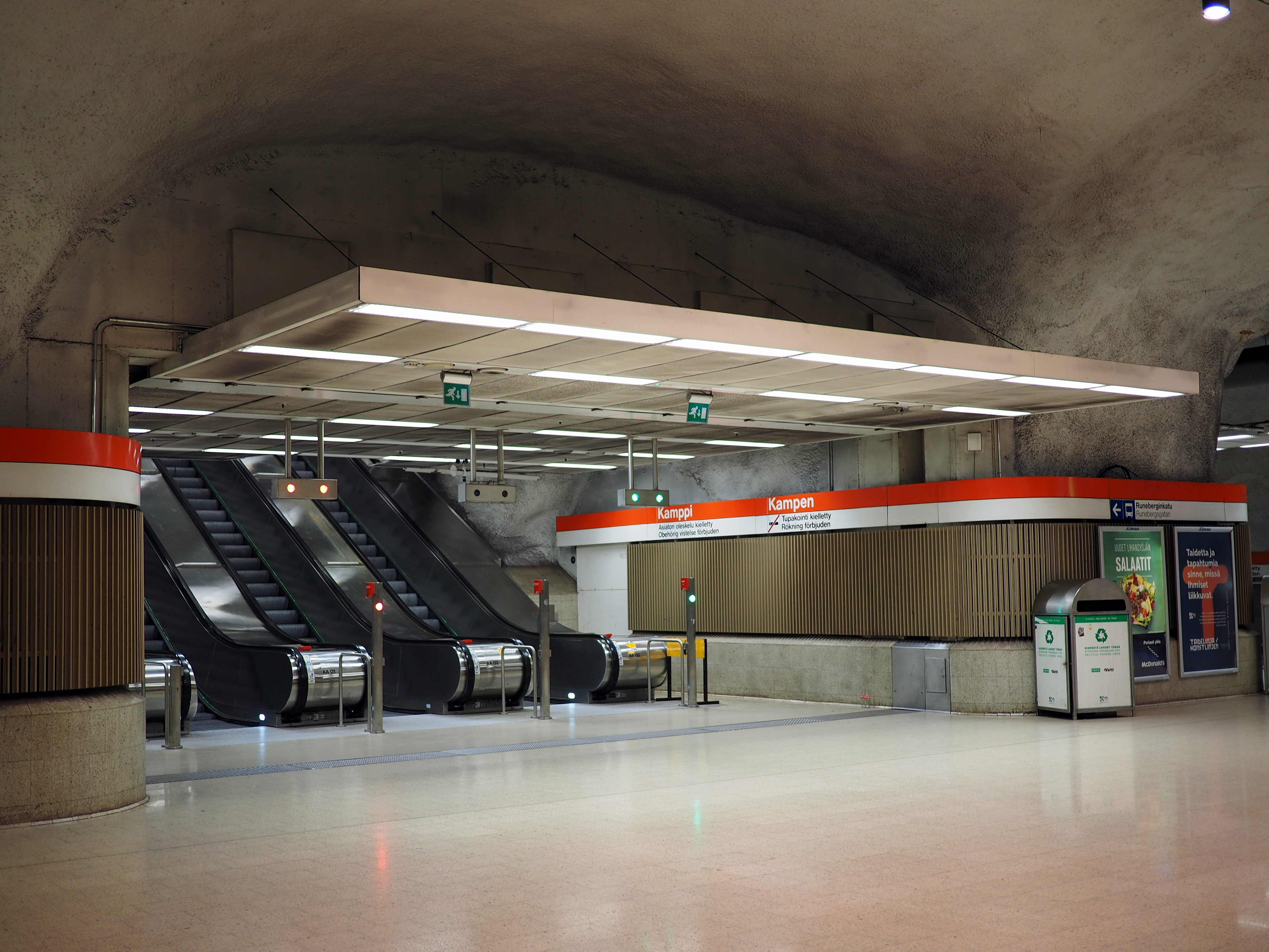

### Desserte
Kamppi est desservie alternativement par les rames de la ligne M1 et de la ligne M2.

Installations et desserte
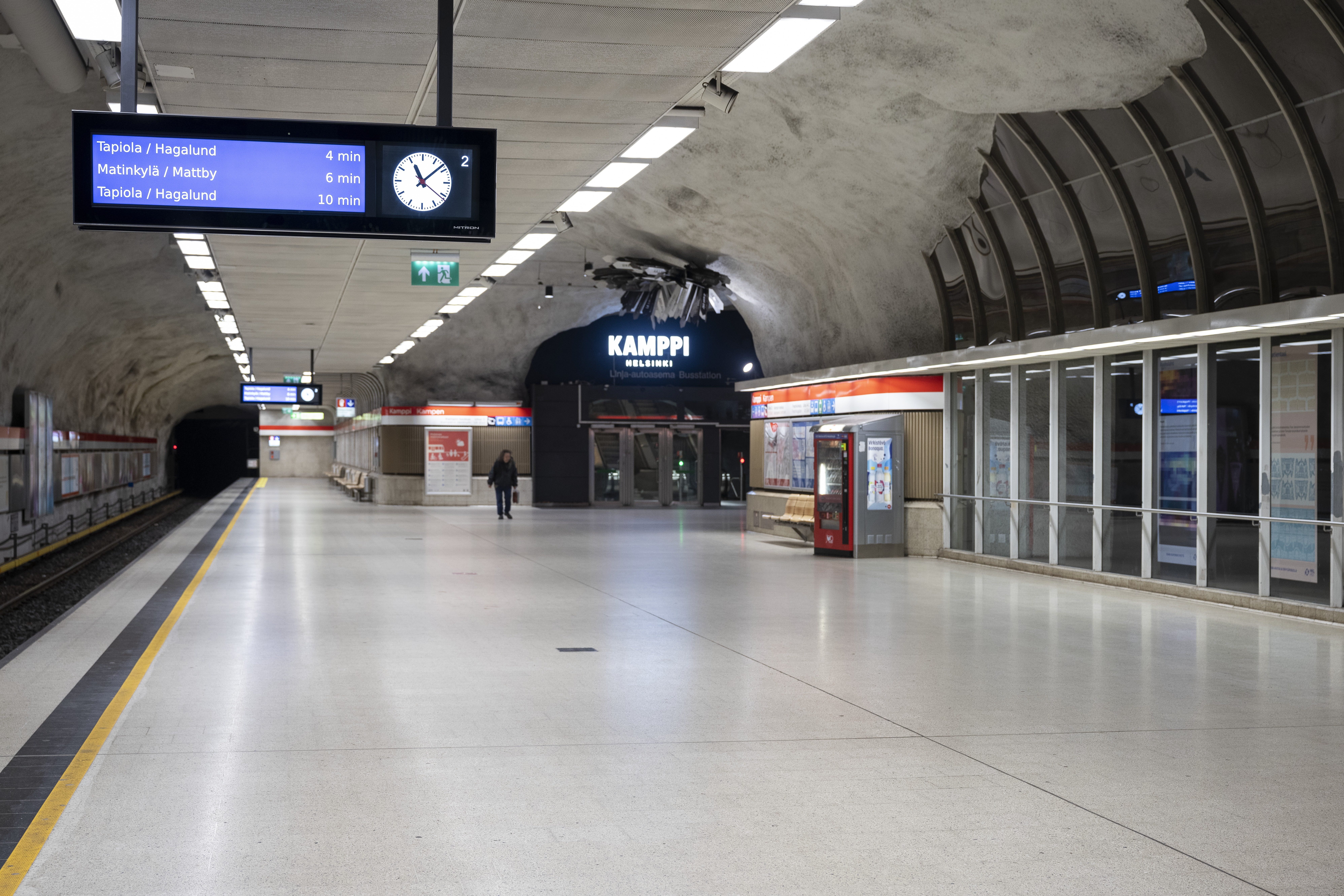
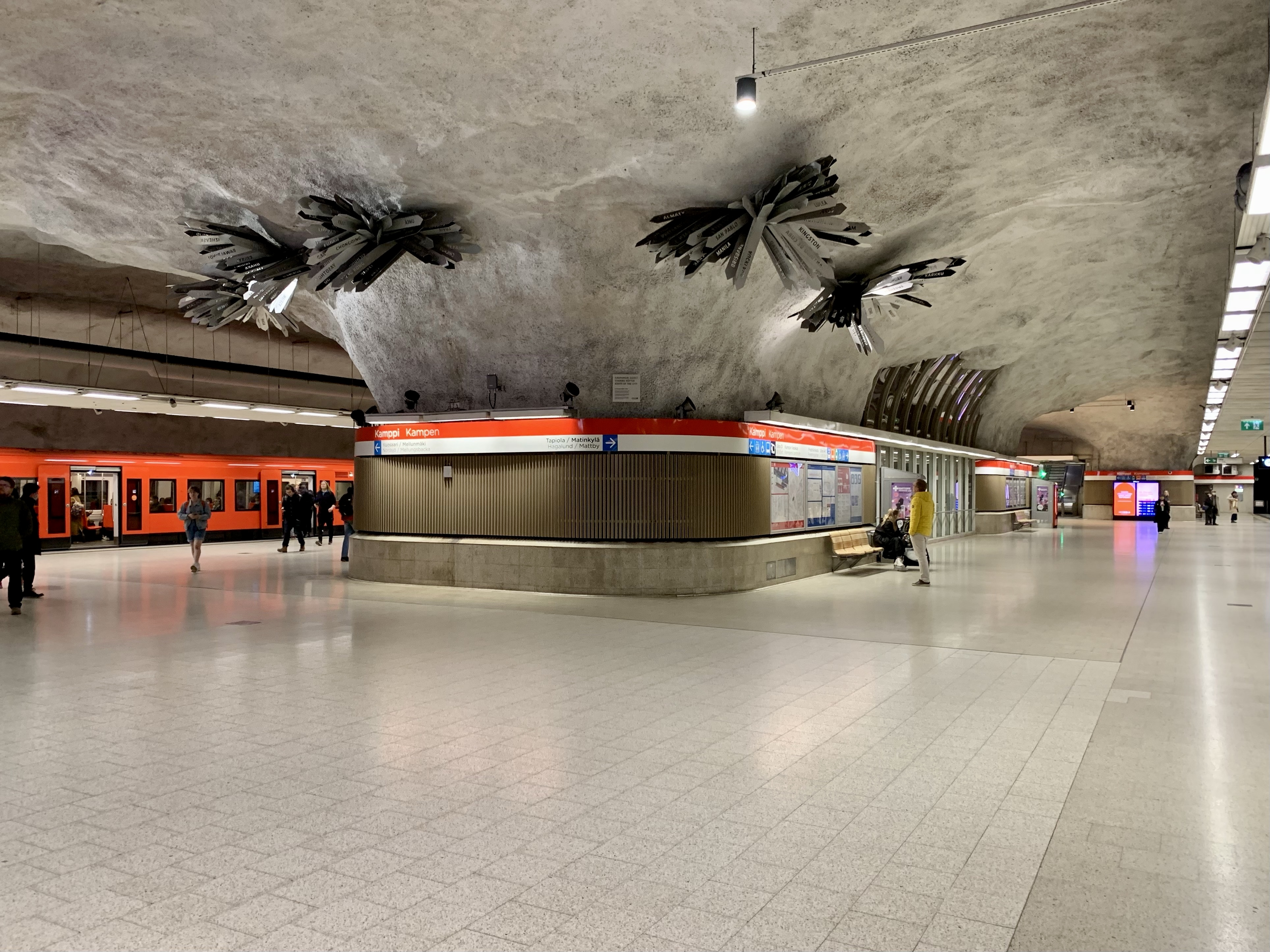
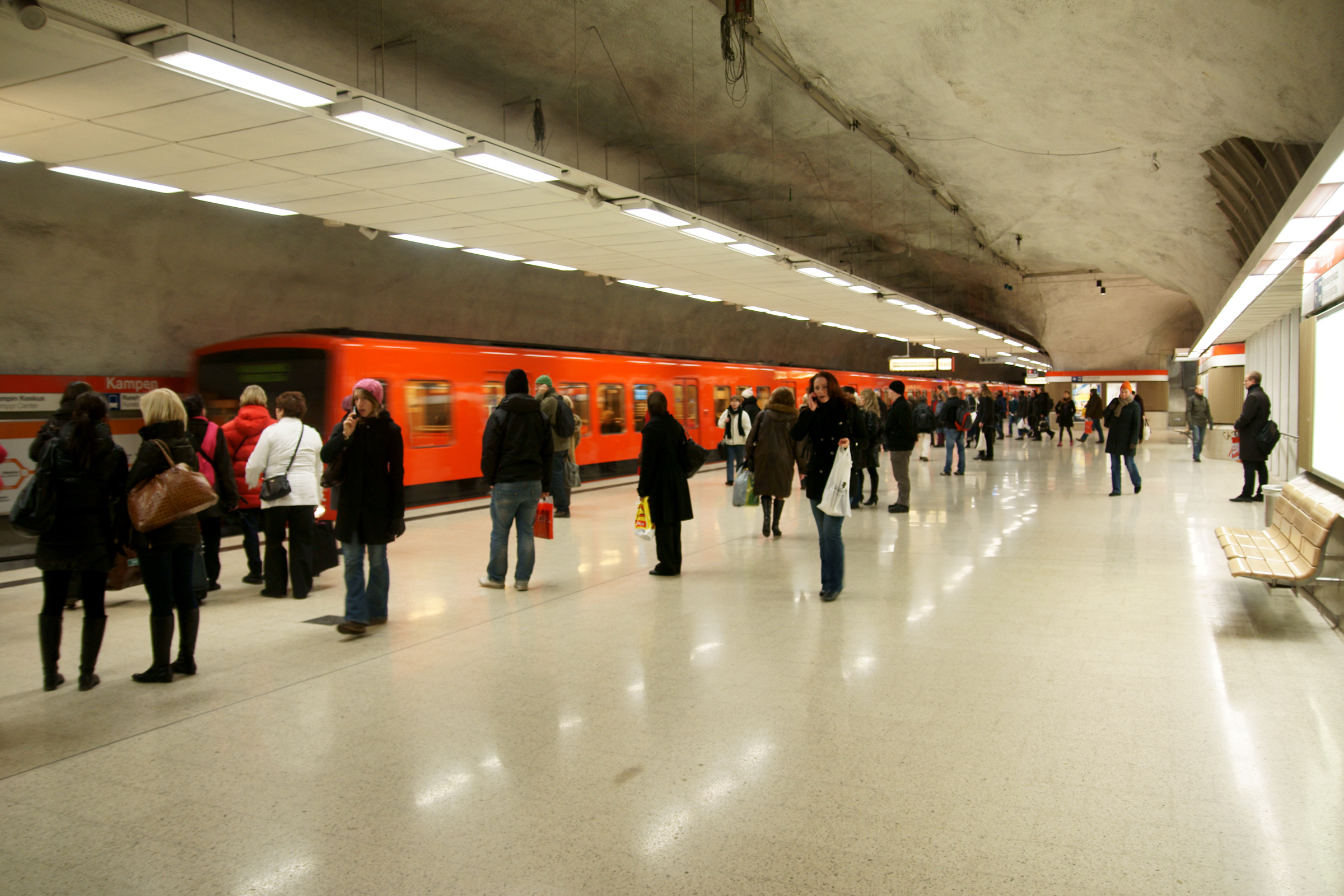

### Intermodalité
La station est desservie par les lignes 7 et 9 du tramway d'Helsinki.
Elle est également en correspondance directe avec deux gares routières situées au niveau 0 et -1. Elles sont desservies par les lignes 20, 21, 24, 25, 17, 18, 30, 37, 41, 42, 63, 69, 70, 143A, 146A, 147A, 164A, 212, 213 et bus de nuit 21N, 23N, 108N, 112N, 113N, 114N, 118N, 125N, 134N, 146N, 147N, 165N et 173N. du réseau des bus de la région d'Helsinki.